# فاضل یمانی
یحیی بن قاسم یمنی صنعانی شهرت‌یافته به فاضل یمانی و عزالدین(۱۲۸۱ - ۱۳۴۹ )  ادیب، زبان‌شناس و  نویسنده یمنی بود.

## آثار
- دُرَر الأصداف فی حل عُقَدِ الکَشّاف
- تُحفة الأشراف فی کشف غوامض الکشّاف
- شرح الُباب